# 勒宁根
勒宁根（德語：Löningen，發音：[ˈløːnɪŋən] ⓘ）是德国下萨克森州克洛彭堡县的城市，面积143.52平方千米，2023年12月31日人口为13,823人。